# Mitologia yoruba
La mitologia del popolo yoruba è costituita da un vasto insieme di miti e leggende che, in generale, sono anche parte integrante della religione tradizionale del popolo yoruba e dell'itan (il sistema di riferimento culturale della tradizione yoruba). In seguito alla tratta degli schiavi, la mitologia yoruba ha avuto una ampia diffusione anche nelle Americhe, e costituisce uno dei fondamenti della maggior parte delle religione e dei culti sincretici afroamericani, come la Santeria, il Candomblé, l'Umbanda e il Vodun.

## Divinità
Il dio supremo di questa religione è Olorun. Olorun creò gli orisha, cioè i "santi", i quali a loro volta crearono gli uomini. Gli orishas Obatalà e Yemaya diedero vita all'intera umanità.

### Orisha
Gli orisha sono creature di origine divina (semidèi) che servono da intermediari fra Olorun e la sua creazione. Ogni orisha veglia su alcuni elementi dell'universo. Ognuno di noi ha una madre e un padre orisha. Per scoprirli bisogna ricevere la mano di Orula. Per questa cerimonia chiamata "la mano di orula" bisogna consultare e farsi consultare da un santero, cioè da una persona che abbia ricevuto Ifà.
Alcuni orisha sono:
- Oddua è un orisha che riceve i babalawi nell'ifà. Questo semi-dio è la rappresentazione maggiore degli Eggun(morti) e per tanto conosce tutti i segreti e i misteri della morte. Oddua vive in montagna (Okè).Quando avviene la "matanza" cioè
- Ogun, (detto anche Ogoun nella Santeria) orisha del ferro, della guerra e della tecnologia.
- Oxóssi (detto Oshossi nella Santeria -sh si legge con la c dolce)), nella Santeria), orisha della caccia e dell'abbondanza. Invocato da chi ha problemi con la giustizia
- Logunedé, orisha giovane della caccia e della pesca.
- Xangô (detto Chango nella Santeria), orisha del fuoco e del tuono, protettore della giustizia.
- Xapanã, (detto Bababalu nella Santeria) orisha dei dolori epidermici e delle piaghe. è sicretizzato con San Lazzaro.
- Oxumarê, orisha della pioggia e dell'arcobaleno.
- Ossaim, orisha delle erbe e dei segreti medicinali.
- Ifá, divinazione o destino.
- Iemanjá, regina del mare
- Oyá, orisha femminile dei venti, dei fulmini, delle tempeste e del Rio Niger.
- Oxum (detto Oshun nella Santeria), orisha femminile dei fiumi, dell'oro e dell'amore.
- Yemaja, orisha femminile dei laghi, dei mari e della fertilità, madre degli altri orisha
- Nanã, orisha femminile della palude e della morte, madre di Babalú Ayé, Iroko, Oxumarê, Ossaim e Yewá, orisha di origine daomeana.
- Yewá, orisha femminile del fiume Yewa, la vergine cacciatrice.
- Obá, orisha femminile del fiume Oba, una delle spose di Xangô.
- Ibeji, orisha gemelli.
- Iroko, orisha dell'albero sacro.
- Iyami-Ajé, sacralizzazione della figura materna.
- Onilé, orisha legato al culto della terra.
- Obatala, il padre di quasi tutti gli orisha, creatore del mondo e dei corpi umani.
- Orula o Orumila, orisha della divinazione e del destino. Il destino viene letto dal santero o dal Babalawo attraverso la lettura, di 12 o 16 conchiglie, legate da una cordicella, denominata collare di Ifá (da cui il nome della religione), che vengono gettate su una tavola di legno circolare che rappresenta il mondo.
- Odudua, padre di Oranian e degli Yoruba.
- Oranian, figlio più giovane di Odudua.
- Olokun, divinità delle profondità del mare.
- (detto Ogun, nella Santeria)
- Oddè, padre di Oshossi  orisha della insieme al quale presiede alla caccia.
- Eleguà Era presente con Orumila, al tempo della creazione, è la divinità che presiede tutti gli incroci della vita, aiutando o dirottando il destino. È il messaggero degli dei, sincretizzato anche con Mercurio